# Kernkraftwerk Point Lepreau
Das Kernkraftwerk Point Lepreau im Westen der Stadt Saint John, New Brunswick wurde zwischen 1975 und 1983 durch den Energieversorger des kanadischen Bundesstaates Neu-Braunschweig, die NB Power an der Nordküste der Bay of Fundy gebaut.
Point Lepreau ist das einzige Kernkraftwerk der Atlantikprovinzen Kanadas und besteht aus einem CANDU-Reaktor mit 660 MW Nettoleistung. Der Reaktor war für eine Betriebszeit von 25 Jahren ausgelegt welche 2008 endete, daher musste er saniert werden, wofür 1,4 Milliarden CAD veranschlagt wurden, diese Schätzung wurde jedoch um 2 Mrd. CAD überschritten. 2012 wurde die Betriebsgenehmigung des Reaktors um fünf Jahre bis 2017 verlängert, 2017 wurde die Lizenz um weitere fünf Jahre bis Juni 2022 verlängert der Betreiber hatte für den darauf folgenden Zeitraum eine 25-jährige Verlängerung beantragt, am 22. Juni 2022 wurde jedoch lediglich eine 10-jährige Verlängerung genehmigt.
Ein verärgerter Angestellter des Kernkraftwerkes gab 1990 schweres Wasser des Kühlkreislaufes in einen Trinkwasserspender. Acht Angestellte tranken von dem kontaminierten Wasser. Der Täter wurde entdeckt, als erhöhte Tritium-Werte im Urin der Angestellten festgestellt wurden. Weitere Zwischenfälle, verbunden mit dem Austritt schweren Wassers oder der giftigen Substanz Hydrazin, haben sich in den Jahren 2011 bis 2013 ereignet.
Seit der am 28. Dezember 2012 erfolgten Abschaltung des im selben Jahr wie Point Lepreau in Betrieb genommenen Reaktors Gentilly-2 in der Provinz Québec ist Point Lepreau sowohl das kleinste Kernkraftwerk Kanadas als auch der einzige verbliebene aktive Reaktor Kanadas, der außerhalb der Provinz Ontario liegt.